# Helga Papouschek
Helga Papouschek (* 27. Juli 1941 in Wien) ist eine österreichische Schauspielerin, Operettensängerin und Musicaldarstellerin.

## Leben
Helga Papouschek wollte eigentlich Tänzerin werden, wechselte dann jedoch zum Schauspiel. Ihre künstlerische Laufbahn begann sie als Ballettelevin am Raimund-Theater in Wien. Sie studierte Schauspiel und Gesang und erhielt nach Abschluss ihrer Ausbildung ein erstes Engagement als Soubrette, Tänzerin und Schauspielerin am Stadttheater in Baden bei Wien.
Von Marcel Prawy wurde Papouschek an die Wiener Volksoper verpflichtet. Sie spielte dort zahlreiche Rollen im Fachbereich der Soubrette, unter anderem die Briefchristl in Der Vogelhändler von Carl Zeller, die Sora in Gasparone von Carl Millöcker, die Pauline in Pariser Leben von Jacques Offenbach, die Valencienne in Die lustige Witwe von Franz Lehár, die Hedi in Wenn die kleinen Veilchen blühen von Robert Stolz, die Josepha Vogelhuber in Im weißen Rössl von Ralph Benatzky, die Iduna in Feuerwerk von Paul Burkhard, die Eliza Doolittle in dem Musical My Fair Lady von Frederick Loewe und die Titelrolle in Kiss me Kate von Cole Porter.
Weitere Engagements hatte Papouschek am Theater in der Josefstadt, am Burgtheater Wien, am Volkstheater Wien und an den Wiener Kammerspielen. An der Wiener Staatsoper trat sie von 1991 bis 1993 als Ida in der Operette Die Fledermaus von Johann Strauss auf.
Bei den Seefestspielen Mörbisch stand Helga Papouschek 1965 als Raka in Die Blume von Hawaii von Paul Abraham, 1976 als Mi in Das Land des Lächelns von Franz Lehár und 1978 als Zirkusreiterin Miss Mabel Gibson in Die Zirkusprinzessin von Emmerich Kálmán auf der Bühne.
Ende der 1960er Jahre und Anfang der 1970er Jahre war sie im österreichischen und deutschen Fernsehen auch mehrfach in Literaturverfilmungen oder in Fernsehbearbeitungen von Operetten zu sehen. 1968 spielte sie in der Operette Wenn die kleinen Veilchen blühen von Robert Stolz. 1970 war sie in einer Fernsehfassung der Traumnovelle von Arthur Schnitzler zu sehen. 1971 übernahm sie die Rolle der Probiermamsell Pepi Pleininger in einer Fernsehverfilmung der Operette Wiener Blut von Johann Strauss. 1972 war sie an der Seite von Peter Fröhlich in einer Fernsehfassung der Operette Der Graf von Luxemburg von Franz Lehár die bezaubernde Modistin Juliette Vermont.
1975 kündigte Papouschek ihre erste Langspielplatte mit Liedern von Peter Wehle an.
Bei den Sommerfestspielen Weißenkirchen übernahm Papouschek 2001 die Rolle der Köchin Peppi Amsel in der Posse Frühere Verhältnisse von Johann Nestroy. 2004 trat sie bei den Wiener Operettenfestspielen in der Krieau als Hotelbesitzerin Carla Schlumberger in der Operette Die Zirkusprinzessin auf. 2005 spielte Papouschek am Theater Die neue Tribüne im Café Landtmann in Wien in der Boulevardkomödie Immer Ärger mit Fred von James Saunders. 2006 übernahm sie an der Wiener Volksoper die Fürstin Bozena in der Operette Gräfin Mariza von Emmerich Kálmán.
Mit großem Erfolg war sie 2007 beim 'Lehár Festival Bad Ischl ein weiblicher Gefängniswärter Frosch in der Operette Die Fledermaus. In der Spielzeit 2007/2008 stand sie in der Rolle der Göttermutter Juno in einer Neuinszenierung der Operette Orpheus in der Unterwelt von Jacques Offenbach wieder auf der Bühne der Wiener Volksoper. 2010 übernahm sie in Bad Ischl die Rolle der Anhilte in der Operette Die Csárdásfürstin von Emmerich Kálmán.
Papouschek machte sich auch als Interpretin von Couplets und Wiener Liedern einen Namen. 2004 wurde die Aufnahme der Operette Der Rastelbinder von Franz Lehár mit Helga Papouschek im Fachbereich Operette mit dem Preis der Deutschen Schallplattenkritik ausgezeichnet.
Helga Papouschek ist auch als Rezitatorin mit literarischen Programmen tätig. In ihren Programmen liest sie unter anderem aus Romanen von Vicki Baum.
In Anerkennung für ihr langjähriges Wirken an der Wiener Volksoper wurde Helga Papouschek zu deren Ehrenmitglied ernannt. Helga Papouschek ist mit dem österreichischen Tenor und Kammersänger Kurt Schreibmayer verheiratet. Das Ehepaar lebt in Wien.

## Filmografie (Auswahl)
- 1968: Wenn die kleinen Veilchen blühen
- 1969: Traumnovelle
- 1971: Wiener Blut[Anm. 1]
- 1971: Auf der grünen Wiese
- 1972: Die lustigen Vier von der Tankstelle
- 1972: Der Graf von Luxemburg
- 1980: Die Fee
- 1997: Das Gespenst von Confettiville